# 김신혜

김신혜(1977년~)는 보험금을 목적으로 아버지를 살해한 존속 살인죄로 무기징역형을 선고받았고 청주여자교도소에서 복역 중에 "아버지를 죽이지 않았다"고 주장하며 일체의 교도소 출역을 거부하다가 2015년 1월 법원에 재심을 청구했다. 그후 2025년 1월 6일, 재심 끝에 결국 무죄를 선고받았다.

## 사건
2000년 3월 7일 새벽 4시, 전라남도 완도의 버스정류장에서 남성(52)이 사망한 채로 발견되자 수사를 시작한 완도경찰서는 사건 발생 하루 만에 50대 남자의 첫째 딸 김신혜(23)를 "8개의 보험의 아버지에 대한 보험금 8억원을 노리고 3월 7일 새벽 1시 어렸을 때부터 자신을 성추행한 친아버지에게 수면유도제 30알이 든 술을 '간에 좋은 약'이라고 해서 마시게 하고 살해한 뒤 교통사고처럼 꾸며 시신을 유기했다."는 이유로 체포했다.
김신혜는 수사과정에서부터 "폭력, 폭언 등 자백을 강요하는 강압수사를 받았다.", "사건 당시 범행을 자백했지만 수사와 재판이 진행되면서 ‘동생이 아버지를 죽인 것 같다.’는 고모부의 말에 자신이 동생을 대신해 감옥에 가겠다고 했을 뿐 아버지를 살해한 적이 없다", "나는 아버지를 죽이지 않았다."고 주장하였지만 2001년 법원에서 무기징역이 확정되자 교도소의 모든 출역을 거부한 채 무죄를 호소한 사실이 인터넷 언론 <오마이뉴스> 10만인리포트, 다음카카오 뉴스펀딩과 SBS <그것이 알고 싶다> 등을 통해 알려지면서 대한변호사협회에서 사건기록을 검토한 끝에 "김신혜 사건에 대한 15년 전 재판기록과 증거 등을 검토한 결과 경찰의 반인권적 수사가 이뤄졌다."며 "당시 재판에서 사건의 증거로 채택된 것들은 현재 판례에 따르면 위법수집 증거다."라는 이유로 정식으로 재심 청구서를 제출했다.

## 같이 보기
- SBS 그것이 알고싶다 (2014년 방송)
- JTBC 이규연의 스포트라이트 (2015년 방송)